# Lionbridge
Lionbridge Technologies, Inc. är ett företag med huvudkontor i Waltham, Middlesex County, Massachusetts i USA som erbjuder tjänster inom översättning, lokalisering, internationalisering, tolkning, programvaruutveckling, programvarutestning och Elearning.
Företaget som bildades 1996 har över 50 kontor i 26 länder inklusive Sverige, Danmark, Norge, Finland, Irland, Polen, Japan, Kina och Indien.
Lionbridges Sverigekontor finns i centrala Göteborg och bildades 1991, då under namnet Wordwork. 2005 blev företaget en del av Lionbridge.
På Lionbridges kontor i Göteborg jobbar i dag ca 25 personer bestående av projektledare, lingvister, språktekniker och administrativ personal.
Typiska projekt är exempelvis översättning och lokalisering av webbplatser, telekomprodukter, programvara och kundtidningar.
Freeway heter Lionbridges egna portal där Lionbridges kunder kan beställa uppdrag, hålla koll på projekt och kommunicera med sitt Lionbridge-team. Här kan man också lagra terminologi och översättningsminnen med hjälp av Lionbridges webb-baserade språkteknikserver Logoport, som också fungerar som en översättningsmiljö för alla översättare.